# Зимбряска
Зимбряска (рум. Zâmbreasca) — комуна у повіті Телеорман в Румунії. До складу комуни входить єдине село Зимбряска.
Комуна розташована на відстані 88 км на захід від Бухареста, 45 км на північний захід від Александрії, 94 км на схід від Крайови.

## Населення
За даними перепису населення 2002 року у комуні проживали 1910 осіб. Усі жителі комуни рідною мовою назвали румунську.
Національний склад населення комуни:
| Національність | Кількість осіб | Відсоток |
| -------------- | -------------- | -------- |
| румуни         | 1909           | 99,9%    |
| німці          | 1              | 0,1%     |

Склад населення комуни за віросповіданням:
| Релігія     | Кількість осіб | Відсоток |
| ----------- | -------------- | -------- |
| православні | 1909           | 99,9%    |
| мусульмани  | 1              | 0,1%     |

## Зовнішні посилання
- Дані про комуну Зимбряска на сайті Ghidul Primăriilor [Архівовано 17 жовтня 2012 у Wayback Machine.]